# Liste der Kulturdenkmäler in Gläserzell
Die folgende Liste enthält die in der Denkmaltopographie ausgewiesenen Kulturdenkmäler auf dem Gebiet des Ortsteils Gläserzell der  Stadt Fulda, Landkreis Fulda, Hessen.
Hinweis: Die Reihenfolge der Denkmäler in dieser Liste orientiert sich an der Anschrift, alternativ ist sie auch nach der Bezeichnung oder der Bauzeit sortierbar.
Kulturdenkmäler werden fortlaufend im Denkmalverzeichnis des Landes Hessen durch das Landesamt für Denkmalpflege Hessen auf Basis des Hessischen Denkmalschutzgesetzes (HDSchG) geführt. Die Schutzwürdigkeit eines Kulturdenkmals hängt nicht von der Eintragung in das Denkmalverzeichnis des Landes Hessen oder der Veröffentlichung in der Denkmaltopographie ab.

## Gläserzell
| Bild            | Bezeichnung                               | Lage                                                | Beschreibung | Bauzeit                | Objekt-Nr. |
| --------------- | ----------------------------------------- | --------------------------------------------------- | ------------ | ---------------------- | ---------- |
| weitere Bilder  | Katholische Kirche St. Katharina (Altbau) | Gläserzeller Straße 4a LageFlur: 3, Flurstück: 22/4 |              | um 1500                |            |
| Bild gesucht BW | Kruzifix                                  | Gläserzeller Straße LageFlur: 4, Flurstück: 49/43   |              | frühes 20. Jahrhundert |            |
| Bild gesucht BW | Bildstock                                 | Gläserzeller Straße LageFlur: 2, Flurstück: 110/11  |              | 1848                   |            |
| Bild gesucht BW | Wohnhaus                                  | Gläserzeller Straße 11 LageFlur: 3, Flurstück: 31   |              | um 1800                |            |